# Kingsley (Hampshire)
Pour les articles homonymes, voir Kingsley.
Kingsley est une paroisse civile et un village du Hampshire, en Angleterre.